# Katinka (gruppo musicale)
I Katinka sono un gruppo musicale danese fondato nel 2012 e composto dalla cantante Katinka Bjerregaard, dal produttore e chitarrista Simon Ask, dal batterista Tobias Pedersen e dalla corista Marie Hageltorn Christiansen.

## Carriera
I Katinka sono saliti alla ribalta nel 2015 con la loro vittoria alla competizione canora di Danmarks Radio KarriereKanonen, che ha permesso loro di firmare un contratto con la Playground Music Scandinavia, su cui hanno pubblicato nel 2017 il loro album di debutto Vi er ikke kønne nok til at danse. Nello stesso anno hanno vinto il premio per il miglior artista esordiente agli Årets Steppeulv, mentre ai Carl Prisen del 2018 l'album ha fruttato a Katinka e Simon il premio per i compositori dell'anno. Nell'autunno del 2018 è uscito il secondo album del gruppo, Vokseværk, che ha debuttato alla 17ª posizione della classifica danese.

## Formazione
- Katinka Bjerregaard – voce, ukulele
- Simon Ask – chitarra, produzioni
- Tobias Pedersen – batteria
- Marie Hageltorn Christiansen – cori

## Discografia

### Album in studio
- 2017 – Vi er ikke kønne nok til at danse
- 2018 – Vokseværk

### EP
- 2014 – I røntgen
- 2016 – Lufthuller

### Singoli
- 2016 – Det er noget du har bestemt
- 2016 – Jeg beklager
- 2016 – Idioter
- 2016 – Du tænker ikke
- 2017 – Luftballoner
- 2017 – De juleløse holder jul
- 2018 – Lad dine hænder vandre
- 2018 – 2000 meter i frit fald
- 2018 – Dunjakke